# Imballaggio dei dischi ottici

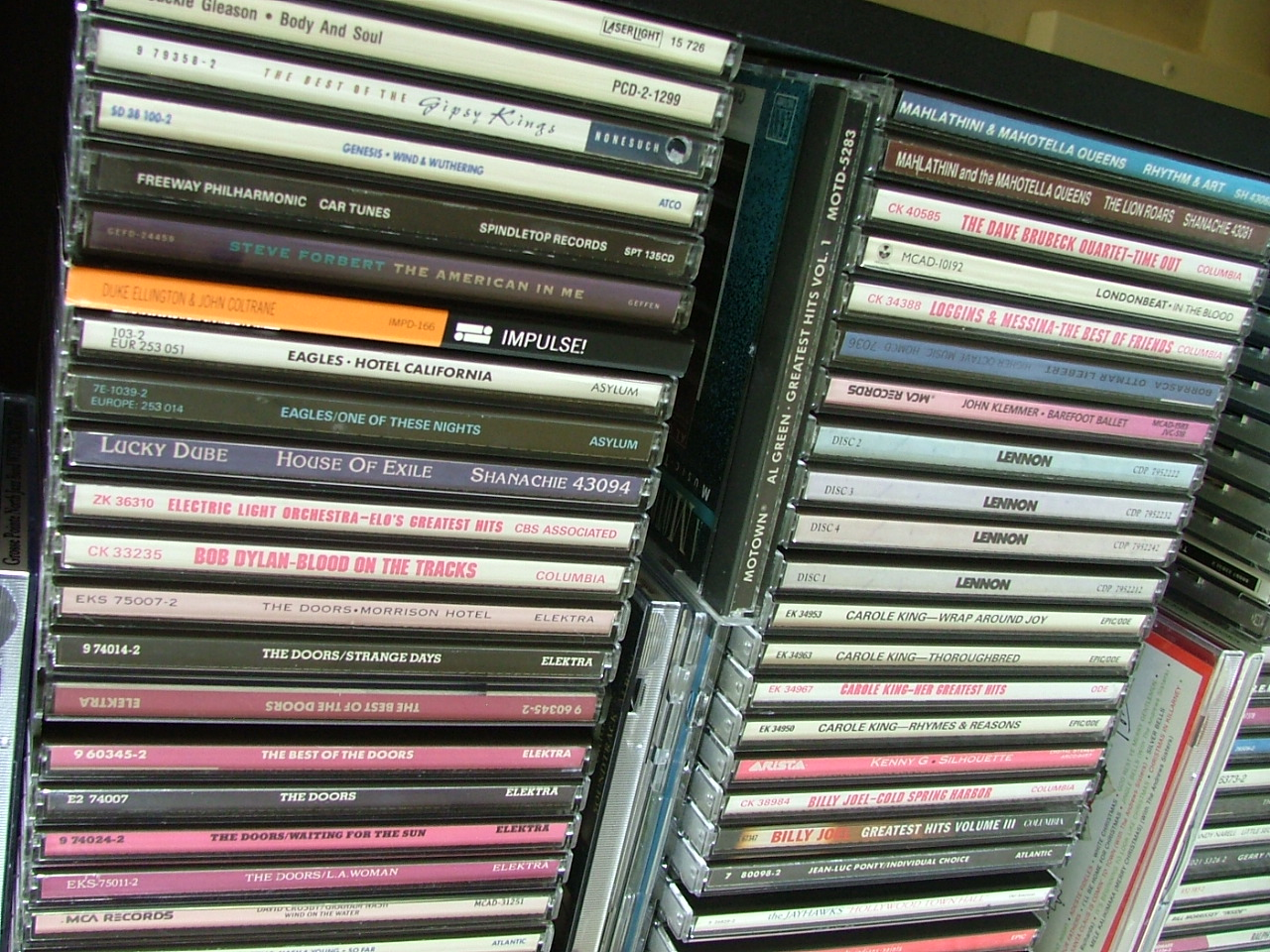
Pile di custodie di CD

L'imballaggio dei dischi ottici è l'imballaggio usato per CD, DVD e altri tipi di dischi ottici. La maggior parte degli imballaggi è rigida o semirigida, ed è progettata per proteggere il contenuto da graffi e altri danni dovuti all'esposizione.